# Żebbuġ (Malta)
Żebbuġ (officiële naam Ħaż-Żebbuġ, uitspraak: zebboedzj; ook wel Città Rohan genoemd) is een plaats en gemeente op Malta met 11.425 inwoners (2005). De plaatsnaam is afkomstig van de grote olijvenplantages die zich bevonden op de plaats waar men tegenwoordig het centrum vindt; het woord żebbuġ betekent "olijven" in het Maltees.
In 1380 werd een kerk gebouwd die werd gewijd aan St. Filip van Agira. Deze kerk werd gebouwd in Casal Zebugi, een destijds nog onbebouwd stuk land waar tegenwoordig Ħaż-Żebbuġ is gevestigd. In de zeventiende eeuw werd op de exacte plek van deze kerk een nieuwe kerk gebouwd naar een ontwerp van Tumas Dingli. In 1777 kreeg de plaats haar stadsrechten: het ontving de titel Città Rohan door Grootmeester Emmanuel de Rohan-Polduc. De ter gelegenheid daarvan gebouwde triomfboog bij de ingang van de plaats, lokaal bekend als "Il-Bieb il-Ġdid" (de nieuwe poort), is er ook tegenwoordig nog te zien.
Ħaż-Żebbuġ staat bekend om de spectaculaire festi die men er organiseert. De drie fanfares die de plaats rijk is, hebben dan ook allemaal hun eigen vuurwerkfabriek. De jaarlijkse festa ter ere van St. Filip wordt gevierd op de tweede zondag van juni, hoewel diens feestdag eigenlijk valt op 12 mei. Ook viert men op de laatste zondag van juli een tweede dorpsfeest ter ere van Jozef van Nazareth.